# Coreia (Mesquita)
Coreia é um bairro localizado no município de Mesquita, Rio de Janeiro. Faz divisa com os bairros Presidente Juscelino, Alto Uruguai, Centro e com o município de Nova Iguaçu.

## História
Nele está localizado o acesso ao Parque Municipal de Nova Iguaçu, que fica justamente na divisa de Nova Iguaçu e Mesquita. É dentro desse parque que está localizada a cachoeira Véu da Noiva. No local também existe a praça de esportes do Potiguar.